# Katalysator
Denna artikel handlar om katalysatorer som generellt kemiskt begrepp. För den vanligaste tekniska tillämpningen, se katalytisk avgasrening (har inte mycket med en katalysators funktion att göra)
En katalysator är ett ämne som utan att själv förbrukas ändrar kinetiken hos en termodynamiskt tillåten kemisk reaktion genom att öppna en alternativ reaktionsväg med lägre aktiveringsenergi så att fler partiklar har tillräckligt hög energi för att kunna reagera. På detta sätt accelererar en katalysator reaktionen så att den kan utföras vid lägre temperatur och tryck. En katalysator kan också påverka reaktionens selektivitet genom att minska de olika aktiveringsenergierna i ett reaktionsnätverk olika mycket. Sammantaget kan man säga att en katalysator påskyndar en kemisk reaktion.
Katalysatorer kan ha olika aggregationstillstånd: gas, vätska eller fast fas. Man skiljer mellan homogena och heterogena katalysatorer. Homogena katalysatorer befinner sig i samma fas som reaktanter och reaktionsprodukter, medan heterogena katalysatorer bildar en egen fas. Fasta katalysatorer är därför alltid heterogena. Reaktionen sker här vid yttre eller om katalysatorn är porös också vid inre ytan. Ofta är inte hela materialet katalytiskt aktiv utan bara vissa ställen som kallas aktiva centrum. Att mäta deras antal är inte enkelt, eftersom deras struktur ofta är okänd.
På grund av experimentell osäkerhet är det ibland inte lätt att skilja en katalytisk reaktion från en stökiometrisk. Därför gäller att det uppmätta antalet reagerade partiklar per aktivt centrum måste vara högre än 100.
De flesta så kallade katalysatorer är egentligen prekatalysatorer, det vill säga att de är inte aktiva som de är utan måste transformeras till den katalytiskt aktiva formen genom en aktiverande behandling, till exempel upphettning.
Motsatsen till katalysator är antikatalysator. Ett ämne som gör att en kemisk reaktion sker långsammare. Exempel på användning av antikatalysator är tillsats till styren, för att förhindra att det självpolymeriseras.

## Exempel på tekniska tillämpningar av katalysatorer
1. Katalytisk avgasrening i bilar eller andra tekniska system där avgaser uppstår. I denna typ av katalysatorer katalyserar platina, rhenium, palladium eller rodium omvandlingen av kolmonoxid, kolväten och kväveoxider till koldioxid, syrgas, vattenånga och kvävgas.
2. Oxidation av svaveldioxid till svaveltrioxid. Ingår i tillverkningen av svavelsyra.
3. Polymerisation av eten eller propen till polyeten eller polypropen.
4. Tillverkning av ammoniak från kväve och väte.
5. Oxidation av metanol till formaldehyd.
6. Oxidation av naftalen till ftalsyraanhydrid. Katalysator tenndioxid + vanadinpentoxid.
7. Avsvavling av bensin med vätgas. Katalysator koboltmolybdat.
8. Krackning av kolväte. Katalysator aluminiumoxid + kiseldioxid + zirkoniumdioxid.[2]